# Stylus phantasticus
Der Stylus phantasticus (auch Stylus fantasticus; deutsch fantastischer Stil) ist eine aus Italien stammende Stilrichtung in der Musik des Barock, deren Anfänge auf Claudio Merulo zurückgehen und die in der norddeutschen Orgelschule des späten 17. Jahrhunderts ihren Höhepunkt erreichte.

## Merkmale
Im Stylus phantasticus gehaltene Werke zeichnen sich durch ein aus der Improvisationspraxis abgeleitetes dramatisches Spiel aus, bei dem kurze, unterschiedliche und teilweise dissonante, bizarre Figuren, extrem chromatische Abschnitte, rasende Läufe auf originelle Weise miteinander verknüpft werden. Dies geschieht durch die Verwendung von Ostinato-Strukturen, über denen die Soloinstrumente, ähnlich wie in der heutigen Improvisationspraxis des Jazz, komplexe Kontrapunkte entwickeln.
Im Gegensatz zum Stylus phantasticus steht der Stile antico. Dieser strenge kontrapunktische Stil nimmt Rückbezug auf liturgische Werke aus der Renaissance, wobei die Messen Palestrinas oft als Vorbild dienten, wie beispielsweise in der Schrift Gradus ad Parnassum von Johann Joseph Fux (1725).

## Komponisten
Weitere Pioniere dieses Stils nach Claudio Merulo (1533–1604) waren Girolamo Frescobaldi (1583–1643), Giovanni Pandolfi (c. 1620–1669) und Johann Jakob Froberger (1616–1667). In verschiedenen Sonaten von Heinrich Ignaz Biber, Dietrich Buxtehude, Nicolaus Bruhns oder Francesco Maria Veracini erreicht der Stylus phantasticus Höhepunkte. Ein beeindruckendes Beispiel ist Johann Sebastian Bachs Chromatische Fantasie und Fuge. Aber auch Bachs Söhne setzten diesen Stil fort.

## Zeitgenössische Beschreibungen des Stils
Etwa 50 Jahre nach dem ersten Auftreten des fantastischen Stils beschrieb ihn der Universalgelehrte Athanasius Kircher in seinem Werk Musurgia universalis (1650) in einem Kapitel über die „vielfältige Kunst der musikalischen Stile“. Die Bezeichnungen bei Kircher lauten Stylus Phantasticus (so die Themenangabe am Seitenrand) und phantasticus stylus (mit Großschreibung Phantasticus, weil dies das erste Wort des Absatzes ist):

„Phantasticus stylus aptus instrumentis, est liberrima, & solutissima componendi methodus, nullis, nec verbis, nec subiecto harmonico adstrictus ad ostentandum ingenium, & abditam harmoniæ rationem, ingeniosumque harmonicarum clausularum, fugarumque contextum docendum institutus, dividiturque in eas, quas Phantasias, Ricercatas, Toccatas, Sonatas vulgo vocant.“

Übersetzung:

„Der fantastische Stil eignet sich für Instrumente. Er ist eine sehr freie und ungebundene Methode des Komponierens. Weil er weder an einen Text noch an ein zugrundeliegendes Thema gebunden ist, ist er geeignet, seinen Einfallsreichtum und sein verborgenes harmonisches Verfahren zu beweisen und den geistreichen Zusammenhang seiner harmonischen Klauseln und Fugen vorzuweisen. Man unterteilt ihn in die Formen, die man gemeinhin Fantasien, Ricercare, Toccaten und Sonaten nennt.“

Zum „fantastischen Styl“ meinte Johann Mattheson in Der vollkommene Capellmeister (1739):

„Denn dieser Styl ist die allerfreieste und ungebundenste Setz- Sing- und Spiel-Art, die man nur erdencken kan, da man bald auf diese bald auf jene Einfälle geräth, da allerhand sonst ungewöhnliche Gänge, versteckte Zierrathen, sinnreiche Drehungen und Verbrämungen hervorgebracht werden, ohne eigentliche Beobachtung des Tacts und Tons; bald hurtig bald zögernd; bald ein- bald vielstimmig; bald auch auf eine kurze Zeit nach dem Tact: ohne Klang-Maasse; doch nicht ohne Absicht zu gefallen, zu übereilen und in Verwunderung zu setzen.“

Johann Joachim Quantz (1697–1773) schrieb kritisch: „In diesem Stil findet man eher Frechheit und verworrene Gedanken, als Bescheidenheit, Vernunft und Ordnung.“